# Димер Гомберга
Димер Гомберга — органічна сполука з формулою Ph2C=C6H5-CPh3, де Ph = C6H5. Це жовта тверда речовина, стабільна на повітрі протягом годин при кімнатній температурі та розчинна в органічних розчинниках. Сполука відома, як димер трифенілметилового радикалу, який був отриманий Мозесом Гомбергом у його пошуках синтезу гексафенілетану.
Його хіноїдна структура була визначена за допомогою рентгенівської кристалографії. Зв'язок СС, який оборотно розривається, досить довгий і становить 159,7 пікометрів.

## Отримання
Димер Гомберга можна отримати шляхом обробки тритилброміду порошком міді або срібла:
2 Ph3CBr  +  2 Cu  →   Ph2C=C6H5-CPh3  +  2 CuBr
Димер Гомберга оборотно дисоціює на трифенілметиловий радикал в органічних розчинниках: